# コインシャワー
コインシャワーは有料の無人シャワー設備である。

## 歴史
コインシャワーは1977年に株式会社タニモト（大阪府豊中市）の谷本年春が開発したのが始まりとされる。24時間営業が可能なコインシャワーは特に銭湯の営業時間外の深夜において人気となっていった。
その後、不潔な設備や設備内で倒れる事件が問題となり、東京都では1989年4月1日より「東京都コインシャワー営業施設の衛生指導要綱」を施行した。

## 設置場所
コインシャワーは海の家や高速道路のサービスエリアやパーキングエリア、観光地やスポーツクラブ、ネットカフェや漫画喫茶、道の駅などに設置されている。避難所の入浴施設として災害用シャワーも導入されている。

### 高速道路
高速道路ではコインシャワーの設置される場所が増えている。
高速道路においてコインシャワーが設置されている施設は以下となっている：
- NEXCO東日本管内[8]
  - 安積パーキングエリア（上下）
  - 金成パーキングエリア（上下）
  - 大積パーキングエリア（上下）
  - 千代田パーキングエリア（上下）
  - 寄居パーキングエリア（上り）
  - 塩沢石打サービスエリア（下り）
- NEXCO中日本管内[9]
  - 中井パーキングエリア（下り）
  - 鮎沢パーキングエリア（上り）
  - 牧之原サービスエリア（上下）
  - 豊田上郷サービスエリア（下り）
  - NEOPASA駿河湾沼津（上下）
  - NEOPASA静岡（上下）
  - 掛川パーキングエリア（上下）
  - NEOPASA浜松（上下）
  - NEOPASA岡崎（上下）
  - 多賀サービスエリア（下り）
  - 徳光パーキングエリア（下り）
  - 鈴鹿パーキングエリア（上下）
  - 伊吹パーキングエリア（上り）
  - 駒ヶ岳サービスエリア（上り）
  - 恵那峡サービスエリア（下り）
  - 関サービスエリア（上り）
- NEXCO西日本管内[10]
  - 草津パーキングエリア（上下）
  - 大津サービスエリア（下り）
  - 淡河パーキングエリア（上下）
  - 瀬戸パーキングエリア（上り）
  - 小谷サービスエリア（下り）
  - 佐波川サービスエリア（上り）
  - 吉志パーキングエリア（下り）
  - 安佐サービスエリア（上下）